# Alford (Massachusetts)
Alford – miejscowość w Stanach Zjednoczonych, w stanie Massachusetts, w hrabstwie Berkshire.